# Портрет Генриетты Зонтаг
«Портрет Генриетты Зонтаг» — картина французского художника Ипполита (Поля) Делароша из собрания Государственного Эрмитажа.
Генриетта Зонтаг (1806—1854) — немецкая оперная певица, выступала в 1824—1830 годах; вышла замуж за графа Росси и оставила сцену, однако с 1848 года возобновила выступления.
Певица изображена по пояс в тёмно-коричневом платье с большим украшением в виде креста на груди и с чёрными бусами. Считается, что это костюм Донны Анны из оперы Моцарта «Дон Жуан» — одна из лучших ролей Зонтаг, принёсшая ей мировую славу. Справа вверху находится трудноразличимая подпись художника и дата: P. DelaRoche 1831.
Как следует из подписи художника, картина написана в 1831 году. До 1917 года находилась в Санкт-Петербурге в неустановленной частной коллекции, после Октябрьской революции была национализирована и поступила в Государственный музейный фонд. В конце 1920-х годов картина предполагалась к продаже за границу и была передана в контору «Антиквариат», однако продажа не состоялась и с 1933 года она находится в Эрмитаже. Выставляется в здании Главного штаба в зале 307.
Главный научный сотрудник Отдела западноевропейского изобразительного искусства Государственного Эрмитажа, доктор искусствоведения А. Г. Костеневич в своём очерке французского искусства XIX — начала XX века весьма писал:

Деларош не приукрашивает черты модели. Ему незачем прибегать к грубой лести в духе Пьера Грассу. Он так умеет подчеркнуть болезненную «интересность» лица, что взгляд больших грустных глаз приобретает неотразимую привлекательность для каждого любителя психологизированной живописи.

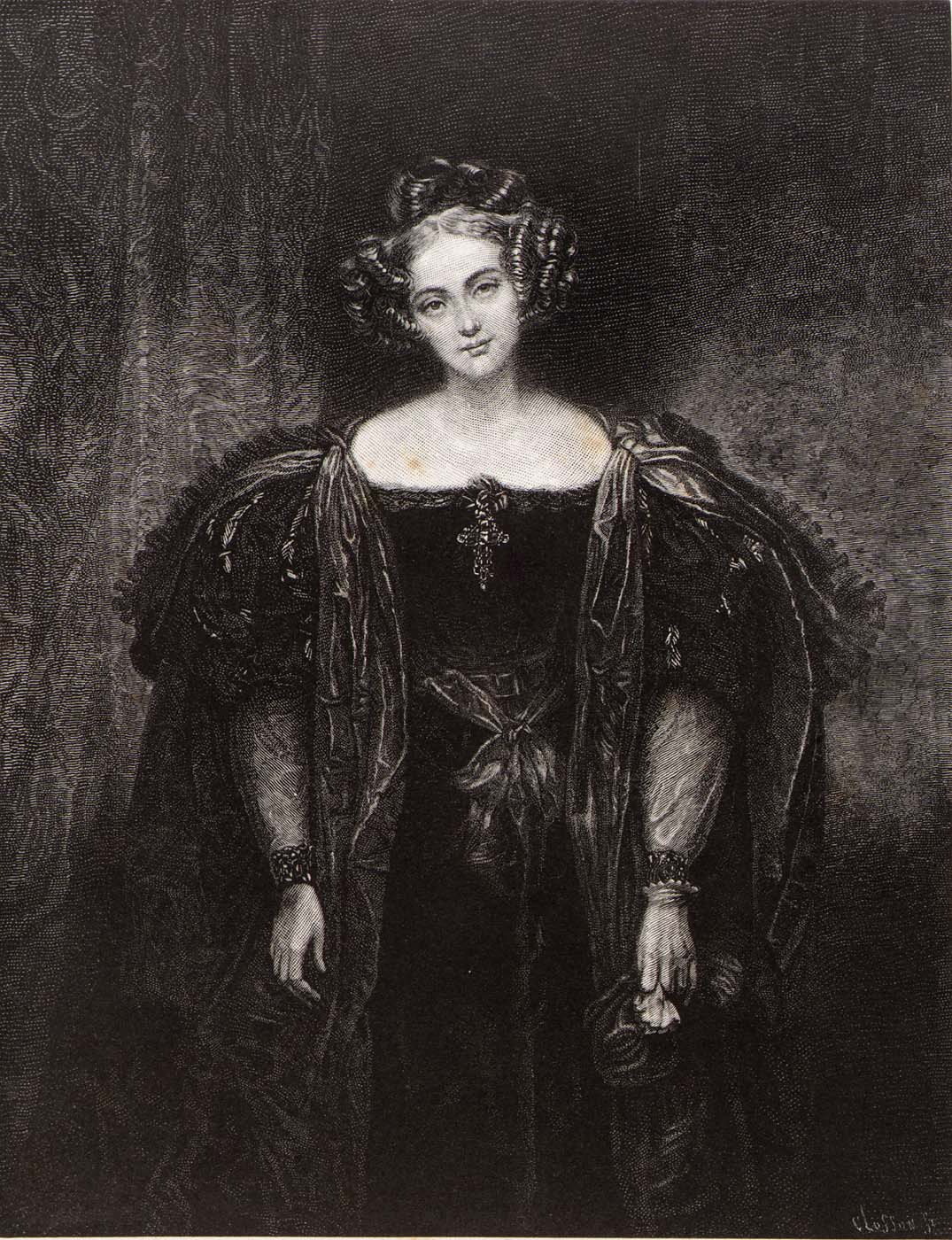
Генриетта Зонтаг в роли Донны Анны в опере «Дон Жуан». Гравюра У. Клоссона 1882 года с погибшей картины из Дрезденской галереи.

Фактически эрмитажная картина является уменьшённой авторской копией поколенного портрета Генриетты Зонтаг, исполненного Деларошем в 1828—1830 годах и имевшего размеры 146 × 114 см. В 1831 году этот портрет выставлялся в Парижском салоне, а в 1850 году художник подарил его самой Зонтаг.
В 1882 году американским художником Уильямом  Клоссоном с него была сделана гравюра на дереве (16,2 × 12,4 см), один из сохранившихся отпечатков имеется в Смитсоновском музее американского искусства (инвентарный № 1971.174); также известна гравюра французского художника Жирара.
Сам портрет в 1890 году поступил в собрание Галереи новых мастеров в Дрездене. Во время Второй мировой войны эта картина не была эвакуирована и в феврале 1945 года погибла при бомбардировке Дрездена союзниками.
В отличие от дрезденской картины на эрмитажном полотне Деларош к облику Зонтаг добавил чёрные бусы.